# Ana Rosa Tornero
Ana Rosa Tornero (Bolivia, 1907– Albuquerque, Estados Unidos, 1984) fue una escritora, periodista, profesora, reformista social y feminista boliviana. Publicó la primera revista feminista en La Paz y en 1923 fue una de las fundadoras del Ateneo Femenino, la primera organización feminista de su país.

## Biografía
Ana Rosa Tornero nació en Bolivia en 1907. A inicio de la década de 1920, Tornero enseñaba y dirigía escuelas públicas en Cochabamba y La Paz, donde tenía el puesto de profesora de filosofía y letras. Simultáneamente, era editora del diario El Norte. Más tarde fue editora de El Diario de La Paz. Ella también publicó la primera revista feminista en La Paz, Ideal Femenino en agosto de 1922.

### Trayectoria
En 1923, María Sánchez Bustamante organizó el primer grupo feminista en Bolivia llamado El Ateneo Femenino con los objetivos de lograr igualdad civil y política así como fomentar el crecimiento artístico. Las integrantes  eran artistas, periodistas, profesoras y escritoras e incluían a Leticia Antezana de Alberti, Elvira Benguria, Fidelia Corral de Sánchez, Marina Lijerón, Julia Reyes Ortiz de Cañedo, Ema Alina Palfray, Emma Pérez de Carvajal, María Josefa Saavedra, Ana Rosa Tornero de Bilbao la Vieja, Ana Rosa Vásquez, y Etelvina Villanueva y Saavedra. Ellas organizaron su revista propia "Eco Femenino". Desde su origen, Tornero imprimió artículos y sumisiones literarios sobre feminismo en la revista.
En la década de 1920 un grupo de intelectuales formó un grupo llamado La Brasa para explorar el concepto de Americanismo. Inicialmente fue formado en Santiago del Estero, Argentina. Tornero, fue miembro de la Alianza Revolucionaria Popular Americana (APRA), la cual tuvo objetivos similares y se enfocaba en la reforma agraria, derechos de los indígenas y preservación cultural. Tornero fue invitada por miembros de La Brasa para participar en varios recitales de poesía en 1928 en Santiago del Estero y La Banda.
En 1929 El Ateneo Femenino organizó el Primer Congreso Femenil, que se llevó a cabo en La Paz.
Tornero fue una de las dirigentes del Congreso. El orden del día adoptó al final de la reunión era una de liberación cívica, económica y política, específicamente pidiendo el derecho de tener una tarjeta de identidad, disponer de bienes, tener los mismos derechos como padres, y el derecho del voto para las mujeres.
A principios de la década de 1930 Tornero tuvo una función significativa durante la Guerra del Chaco al solicitar donaciones vía  Radio Illimani y fue voluntaria en la Cruz Roja boliviana. Ella se aventuró a hacer películas en este tiempo, pero no duró mucho. 
Tornero protagonizó la película Wara Wara (1930) del director José María Velasco Maidana con Luis Pizarroso Cuenca. Después de una escena donde ocurre un beso entre las dos estrellas, quienes era miembros grupo de teatro Tornero del Ateneo de la Juventud (Ateneo Juventud), Tornero se rehusó a continuar.  Temiendo que la película causara daño a su reputación dejó la película y lo denunció, forzando al director a buscar un nuevo reparto. La película se terminó  con Juanita Taillansier como protagonista.
En 1947, fue al Primer Congreso Interamericano de Mujeres en Ciudad de Guatemala, Guatemala. El propósito de la conferencia fue el permitir una plataforma para las mujeres para hablar sobre los asuntos internacionales que incluyeron la paz, igualdad política, y seguridad de bienestar humano. Tornero encabezó el comité de la conferencia qué se enfocó en los derechos humanos que incluyen seguridad económica, educación, cuidado de salud y libertad de expresión.
Tornero murió el 27 de febrero de 1984 en Alburquerque, Nuevo México.

## Vida personal
Al principio de la década de 1920,  se casó con el educador Roberto Bilbao la Vieja con quien tuvo un hijo, Robert, también profesor.